# Kimry

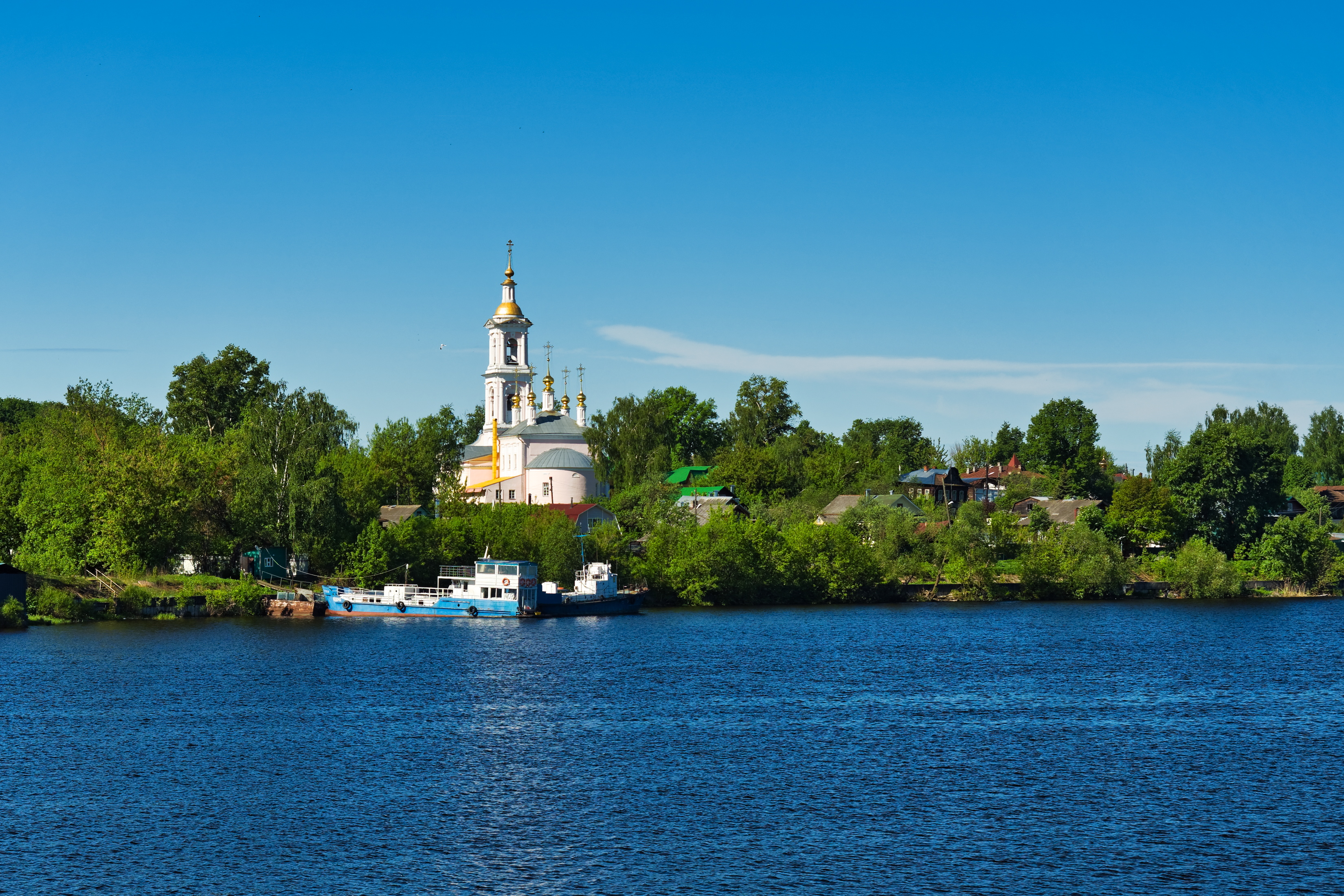
Himmelfahrtskirche an der Wolga bei Kimry

Kimry (russisch Кимры) ist eine Stadt mit 49.628 Einwohnern (Stand 14. Oktober 2010) und Rajon-Zentrum in der Oblast Twer in Russland.

## Geographie und Klima
Die Stadt liegt am linken und am rechten Ufer des Uglitscher Stausees der Wolga, ungefähr 200 km nördlich von Moskau sowie 133 km östlich der Gebietshauptstadt Twer. Die nächstgelegenen Städte sind Dubna (17 km südwestlich von Kimry) und Taldom (18 km südöstlich), beide in der benachbarten Oblast Moskau gelegen.
Das Klima in und um Kimry ist kontinental gemäßigt und vergleichbar mit dem Klima des Moskauer Umlandes. Üblich sind im Vergleich zu Mittel- und Westeuropa trockene Winter mit Temperaturen zwischen −10 und −20 °C und gemäßigt warme Sommer mit 20–25 °C. Die jährliche Niederschlagsmenge beträgt gewöhnlich zwischen 600 und 650 mm.

## Geschichte

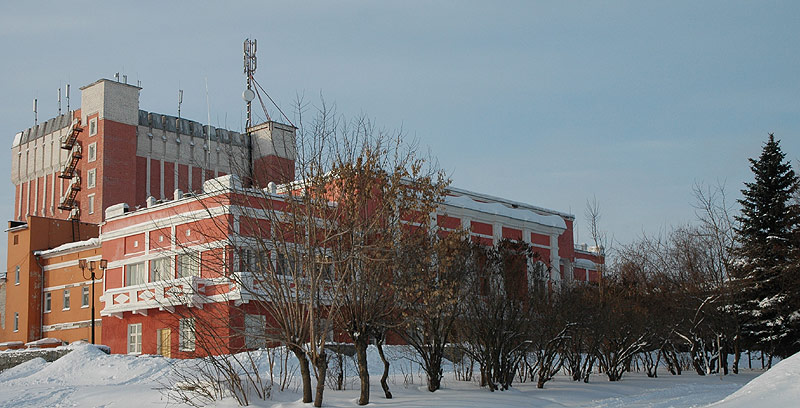
Dramatheater von Kimry

Kimry wurde erstmals 1547 als Fischer- und Handwerkerdorf erwähnt. Der Ortsname (bis ins 20. Jahrhundert Kimra statt Kimry) ist ein möglicherweise aus den finno-ugrischen Sprachen stammendes Hydronym des gleichnamigen Flüsschens, das hier in die Wolga mündet.
Im 16. und 17. Jahrhundert gehörte Kimry abwechselnd mehreren dem Zarenhof nahen Adelsfamilien. Erst Mitte des 19. Jahrhunderts überging der Ort in den Staatsbesitz. Im 18. Jahrhundert begann sich in Kimry das Schuhhandwerk zu entwickeln, das sich hier bis zum Anfang des 20. Jahrhunderts so weit verbreiterte, dass 1907 im Ort eine Schuhfabrik entstand. Später, zu Sowjetzeiten, hieß diese „Roter Stern“ und stellte unter anderem Armeestiefel her.
Auch auf dem Stadtwappen von Kimry ist die Bedeutung des Schuhhandwerks für die Stadt sichtbar: Dort ist ein russisches Schiff zu sehen, das auf der Wolga schwimmt, welche auf der Abbildung als eine Reihe von Schuhpaaren stilisiert ist.
1917 erhielt Kimry die Stadtrechte und wurde 1929 Hauptort des neu gebildeten Rajons Kimry, der anfangs zur Oblast Moskau und ab 1935 dann zur Oblast Twer gehörte.

### Bevölkerungsentwicklung
| Jahr | Einwohner |
| ---- | --------- |
| 1939 | 35.185    |
| 1959 | 41.243    |
| 1970 | 53.384    |
| 1979 | 57.760    |
| 1989 | 61.535    |
| 2002 | 53.650    |
| 2010 | 49.628    |

Anmerkung: Volkszählungsdaten

## Wirtschaft und Verkehr
Neben der bis heute aktiven Schuhindustrie gibt es in Kimry Textilfabriken, Holzverarbeitung sowie Maschinenbau. Aufgrund landschaftlich attraktiver Lage gewinnt auch der Tourismus zunehmend an Bedeutung.
Kimry besitzt mit dem Bahnhof Sawjolowo, der unter anderem mit dem Moskauer Sawjolowoer Bahnhof direkt verbunden ist, einen Eisenbahnanschluss. Dieser befindet sich allerdings nicht im Stadtzentrum, sondern im Stadtteil Sawjolowo am gegenüberliegenden (rechten) Wolga-Ufer. Die beiden Stadthälften sind durch eine Brücke über die Wolga miteinander verbunden.

## Partnerstädte
Kimry unterhält seit 1991 eine Städtepartnerschaft mit Kornwestheim in Baden-Württemberg.

## Söhne und Töchter der Stadt
- Alexander Fadejew (1901–1956), Schriftsteller
- Wladimir Wassiljew (1940–2012), Eishockeyspieler und -trainer
- Pawel Gusterin (* 1972), Historiker und Orientalist
- Alexander Sergejew (* 1983), Dreispringer